# Vuia No I

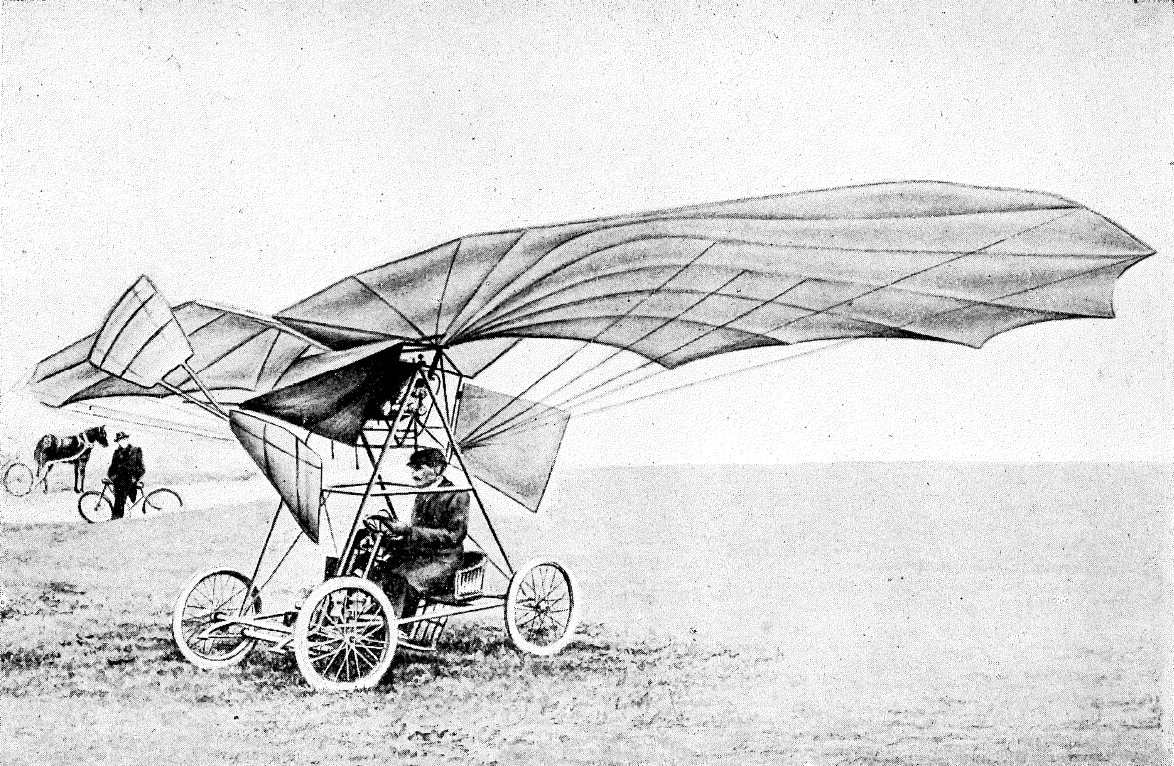
O Vuia I de 1906.

O Vuia I foi uma aeronave pioneira projetada e construída por Traian Vuia, um inventor de origem romena, que se mudou para a França, em 1902, vindo a se naturalizar francês em 1918. Construído no final de 1905, o Vuia I tinha características muito peculiares e inovadoras para a época.

## O projeto
Em dezembro de 1905, Vuia finalizou a construção da sua primeira aeronave, o "Traian Vuia I", um monoplano de asa alta equipado com um motor movido à ácido carbônico. A estrutura era feita de aço e as asas podiam se movimentar para controlar a subida e a descida. O motor de 25 hp foi adaptado por Vuia pois o motor que ele desejava não estava disponível. O dióxido de carbono líquido era vaporizado numa caldeira Serpollet; o suprimento de combustível garantia uma autonomia de três minutos.

## Utilização
Vuia escolheu um local em Montesson, perto de Paris para os testes. No início, ele usou a máquina sem as asas para adquirir experiência controlando-a no solo. Já com as asas colocadas, em 18 de março de 1906, ele saiu do chão brevemente. Depois de acelerar por cerca de 50 m, ele voou por cerca de 12 m a cerca de 1 m de altura, mas logo o motor deixou de funcionar e ele desceu.
Pego por uma rajada de vento, ele bateu numa árvore e sofreu alguns danos. Em 9 de agosto, um voo um pouco maior ocorreu, percorrendo 24 m a 2,5 m de altura, terminando num "pouso forte" que danificou a hélice.
Em agosto de 1906, a aeronave foi modificada, reduzindo o Arqueamento da asa e adicionando um profundor. Com esse novo formato, ele passa a ser chamado de Vuia I-bis.

## Reconhecimento
O historiador britânico Charles Harvard Gibbs-Smith descreveu esse avião como "o primeiro monoplano tripulado de configuração moderna", apesar de mal sucedido pois não foi capaz de manter um voo sustentado.
O jornal francês L'Aérophile enfatizou que a máquina de Vuia tinha a capacidade de decolar de uma superfície plana, sem auxílio de rampas, trilhos ou catapultas. Naquela época, a Europa já estava ciente dos esforços dos irmãos Wright que em 17 de dezembro de 1903, conseguiram fazer voar o seu Wright Flyer usando um trem de pouso encaixado em trilhos de madeira, apesar de poucos reconhecerem esse feito. Os Wright efetuaram voos sustentados e controlados num circuito fechado em setembro de 1904.

## Especificação
Estas são as características do Vuia I:
- Características gerais:
  - Tripulação: um
  - Comprimento: 5,65 m
  - Envergadura: 8,70 m
  - Altura: 2,90 m
  - Área da asa: 20 m²
  - Peso na decolagem: 241 kg
  - Motor: 1 x Vuia, movido à ácido carbônico de 25 hp.
  - Hélice: de duas lâminas com 2,2 m de diâmetro desenhada por Victor Tatin.